# Manoir de Kerponner
Le manoir de Kerponner est un édifice situé à Noyal-Pontivy en France.

## Localisation
Le manoir est situé sur le territoire de la commune de Noyal-Pontivy, au lieu-dit Kerponner, dans le département du Morbihan en région Bretagne.

## Description
Cour ouverte, plan massé, plan double en profondeur, tour d'escalier postérieure, logis à une pièce par étage. Édifice à un étage carré construit en moellons appareil mixte en pierre de taille de granite, schiste et grès, toiture à longs pans couverte d'ardoises ; pignon découvert. Escalier dans-œuvre ; escalier à vis.

## Historique
Le manoir date de la première moitié du XVIIe siècle d'après les critères stylistiques. Le corps de communs au sud de la cour, à pigeonnier comme le logis et contemporain de ce dernier, a probablement comporté un porche, obturé récemment. Seul propriétaire connu : Douville en 1746. 
Le manoir est inscrit à l'inventaire général du patrimoine culturel.